# ذره بدون جرم
در فیزیک ذرات، یک ذره بدون جرم، ذره‌ای است که جرم نامتغیر آن از لحاظ نظری صفر است. تا سال ۲۰۱۵ دو ذره بدون جرم شناخته‌شده بوزنهای پیمانه‌ای بودند: فوتون (حامل الکترومغناطیس) و گلوئون (حامل نیروی هسته‌ای قوی). هرچند که گلوئون‌ها هرگز به صورت آزاد مشاهده نشده‌اند زیرا توسط هادرون‌ها مخفی شده‌اند.
تا چندی پیش تصور می‌شد که نوترینوها یا بدون جرم هستند یا جرم بسیار اندکی دارند، اما از آنجا که نوترینوها در طول مسیر تغییر مزه می دهند، حداقل دو نوع از نوترینوها باید جرم‌دار باشند.